# Biserica „Sf. Treime” din Pojogi

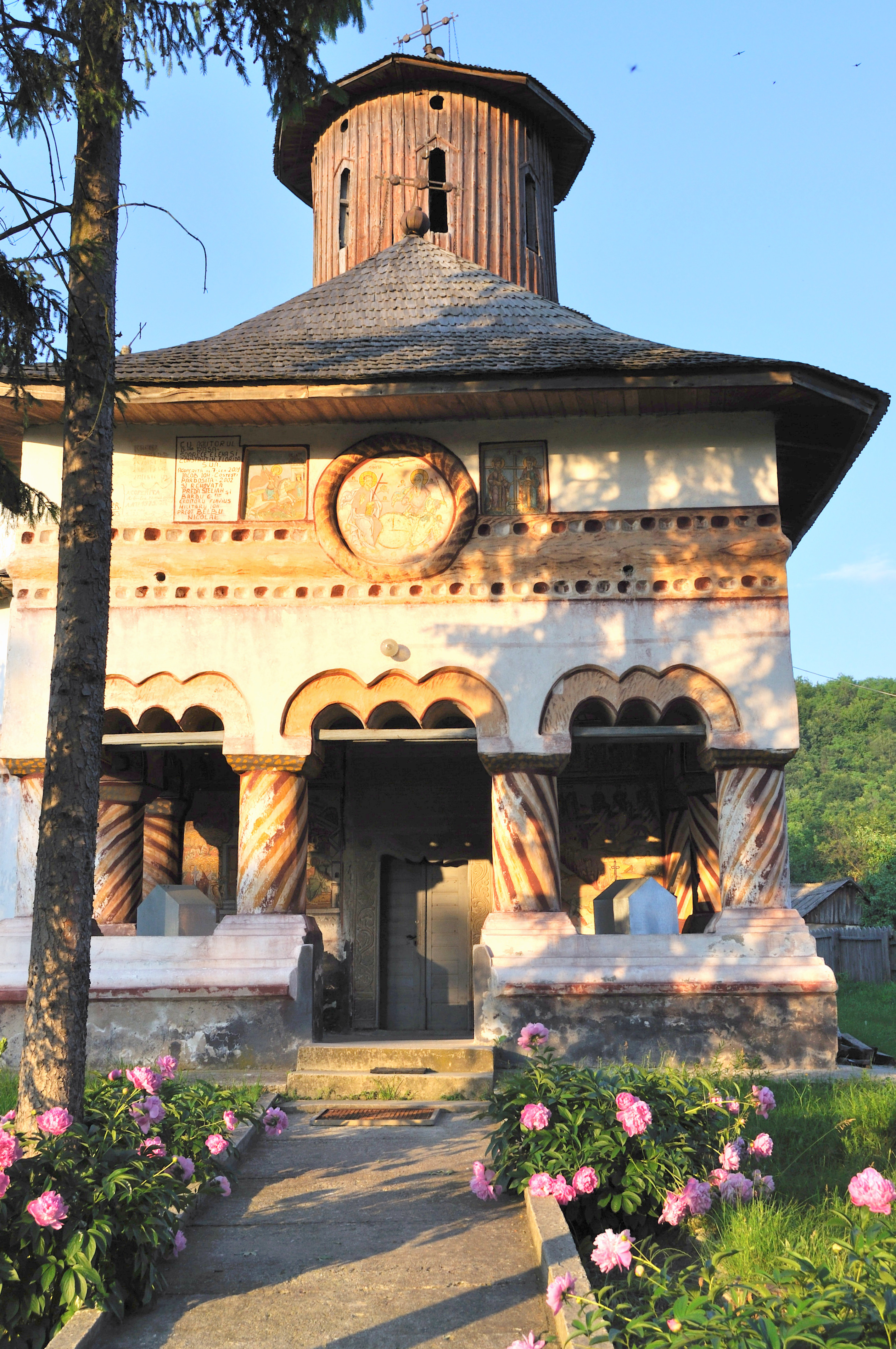
Biserica de zid cu hramul „Sf. Treime” din Pojogi, foto: iunie 2010.

Biserica de zid cu hramul „Sfânta Treime” din Pojogi, comuna Stroești, județul Vâlcea, a fost construită în 1819. Biserica se află pe noua listă a monumentelor istorice sub codul LMI:  VL-II-m-B-09881.

## Istoric și trăsături
Biserica ridicată la 1819-1820 de către stolnicul Constantin Borănescu și soția sa, Anca Borănescu, fiica lor Elena Borănescu precum și biv vel serdar Nica Vlădescu. Pictura datată în același timp cu lăcașul de cult a fost realizarea zugravului Gheorghe și a ucenicului Iancu - nume distinse în proscomidie (masă sau firidă în peretele de nord al altarului unde se săvârșește proscomidia, e o ceremonie pregătitoare euharistiei, ce constă în depunerea - și eventual tăierea - pâinii și a vinului pe vasele de cult, și în ofertoriul propriu-zis, are loc înainte de proclamarea cuvântului).

## Imagini

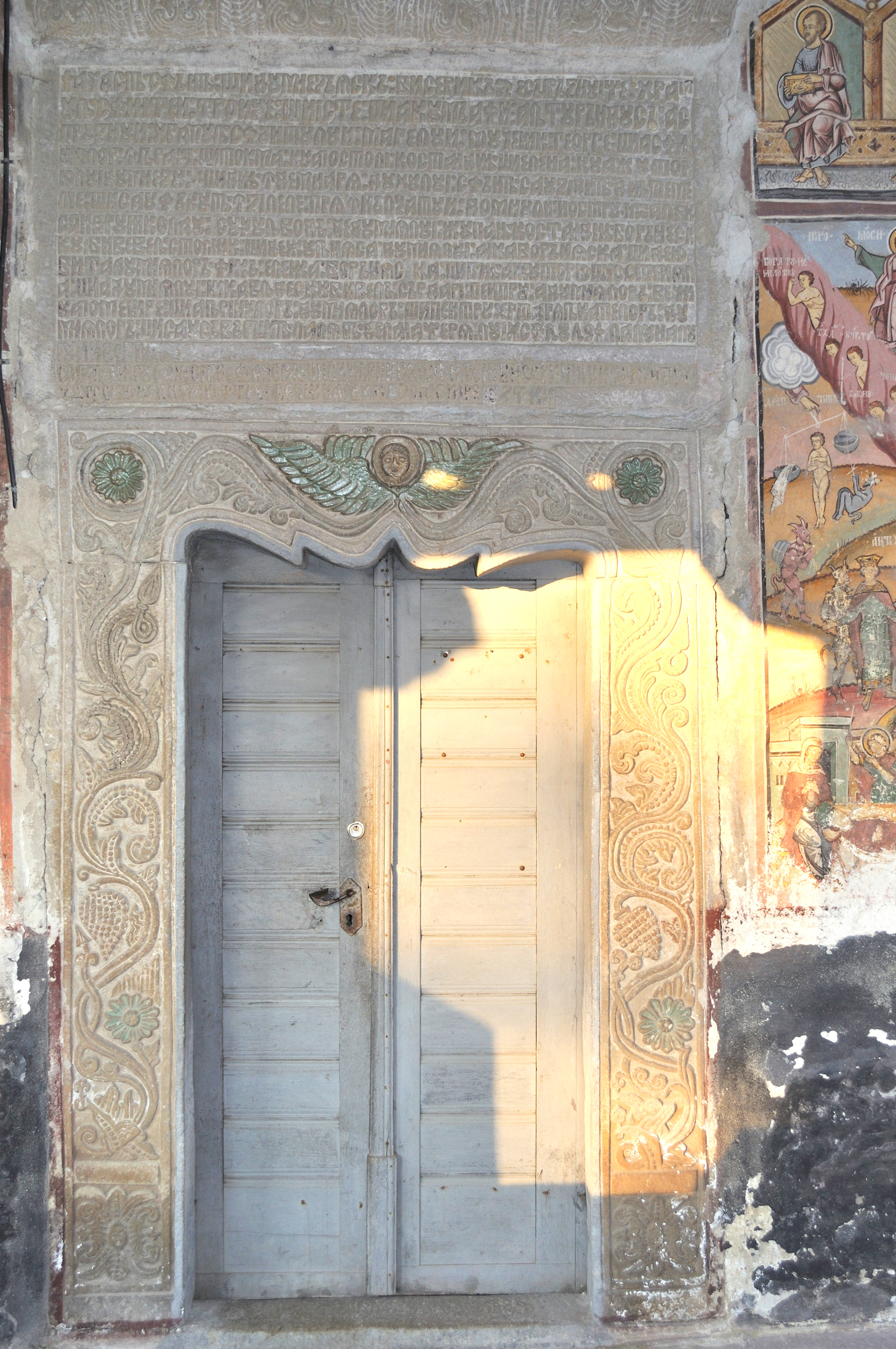
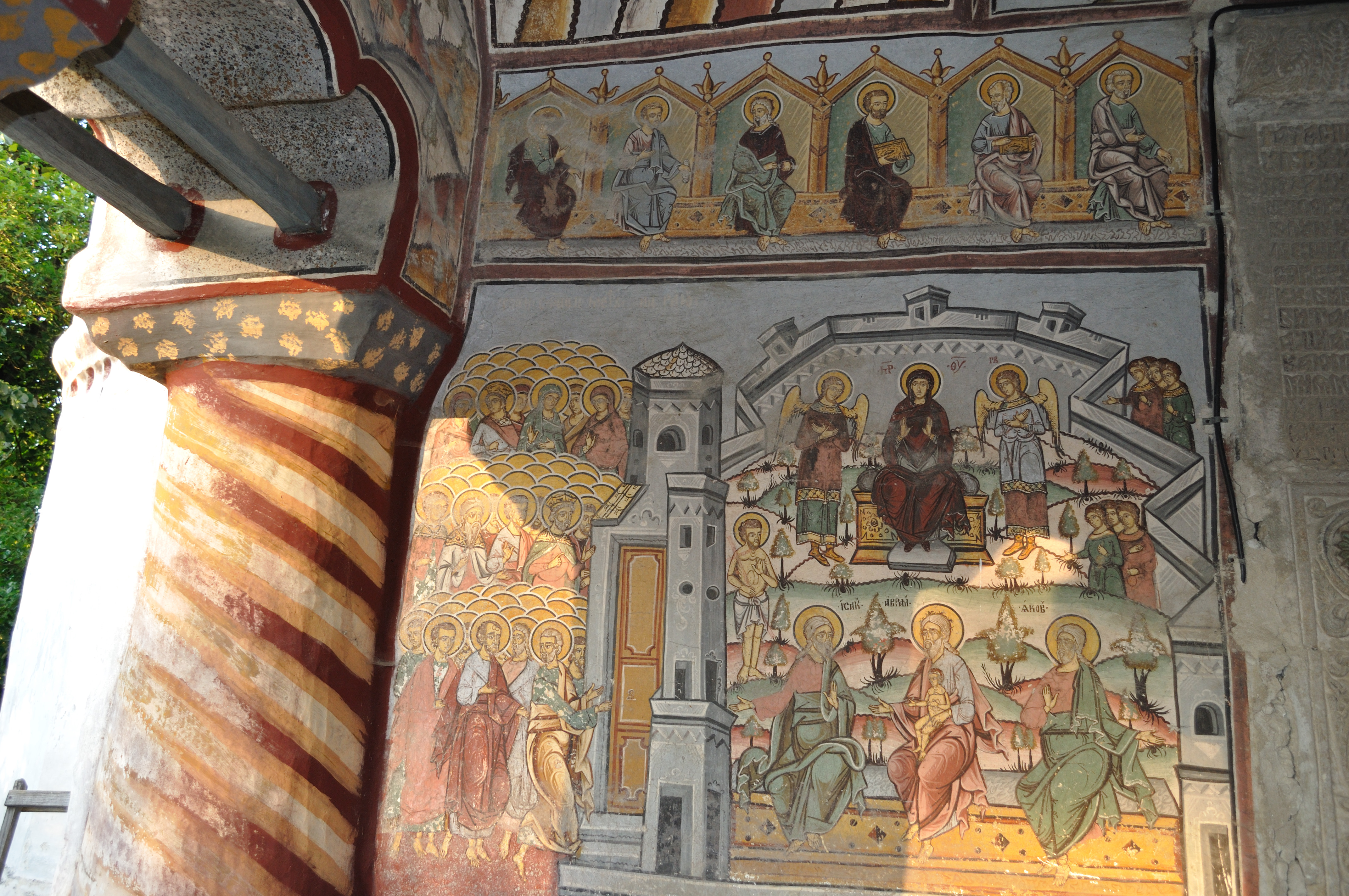
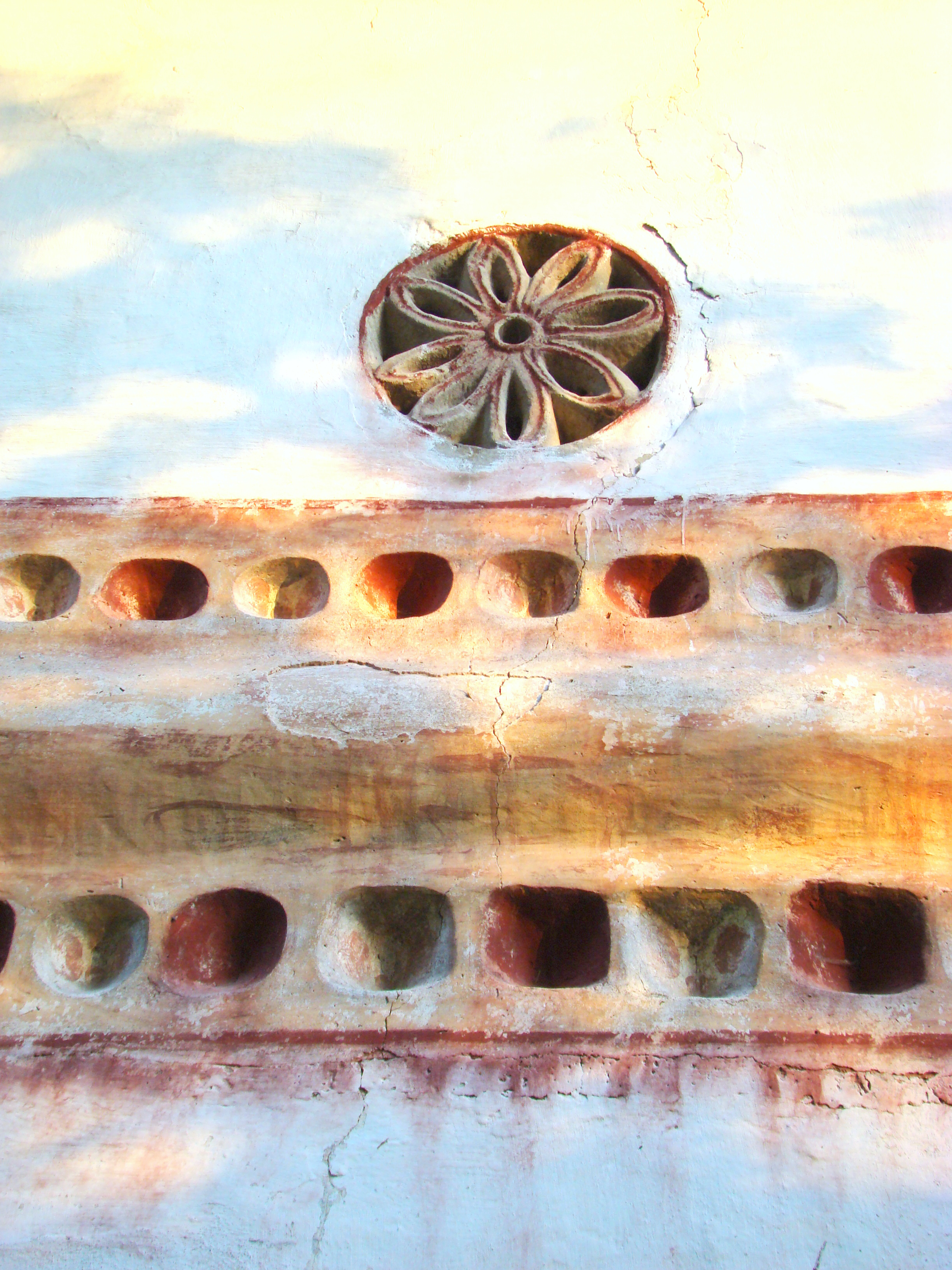
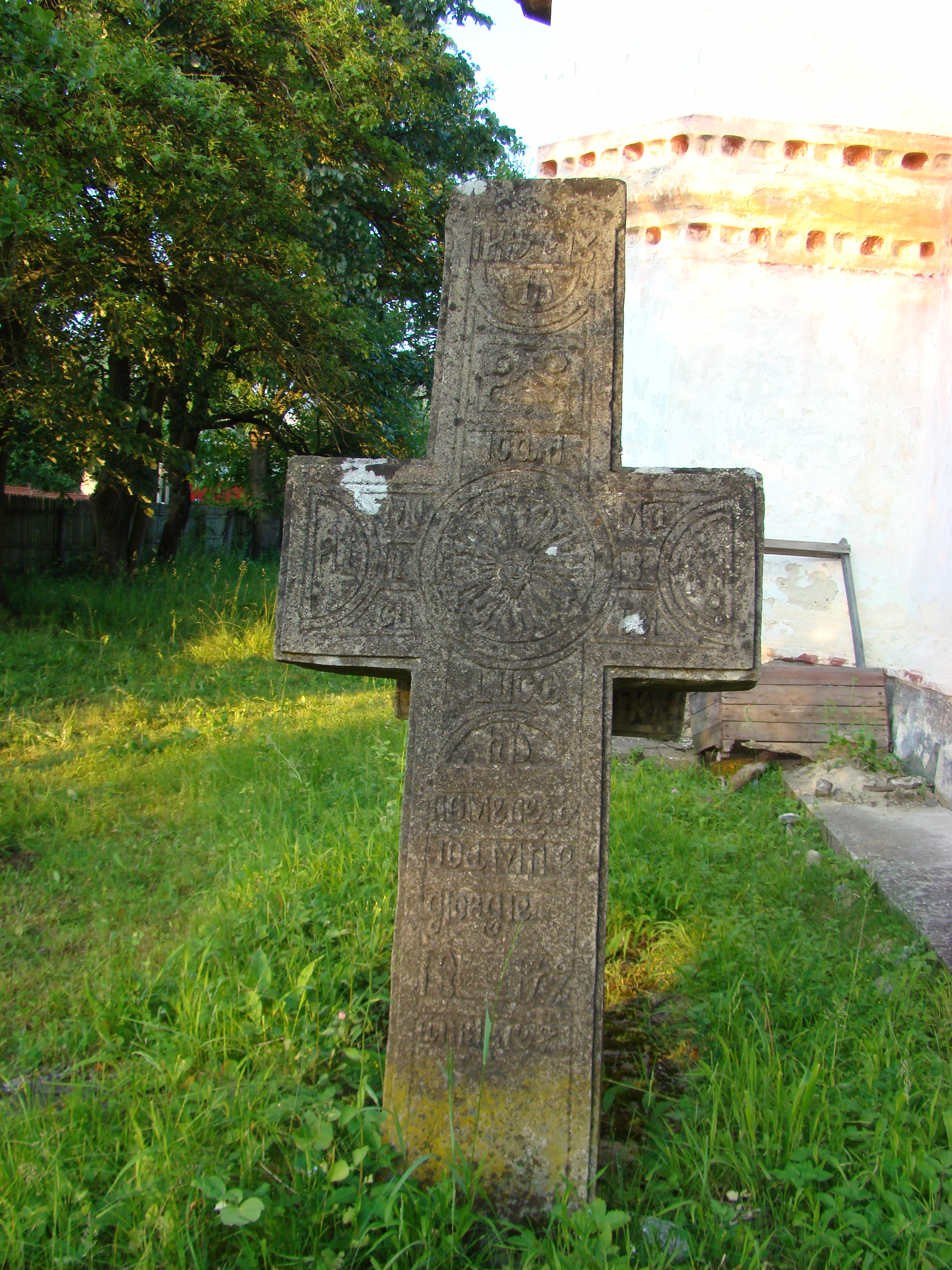
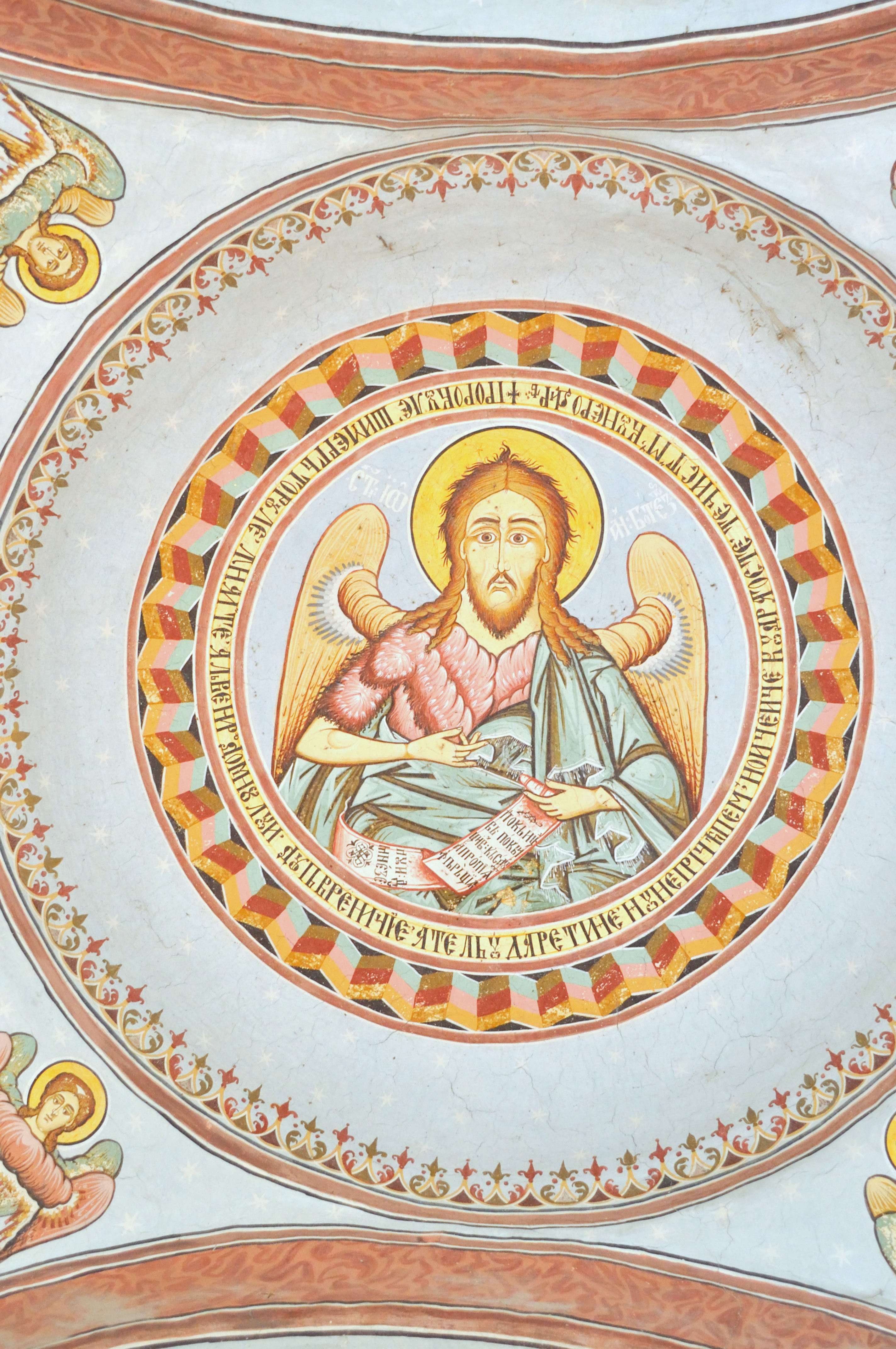
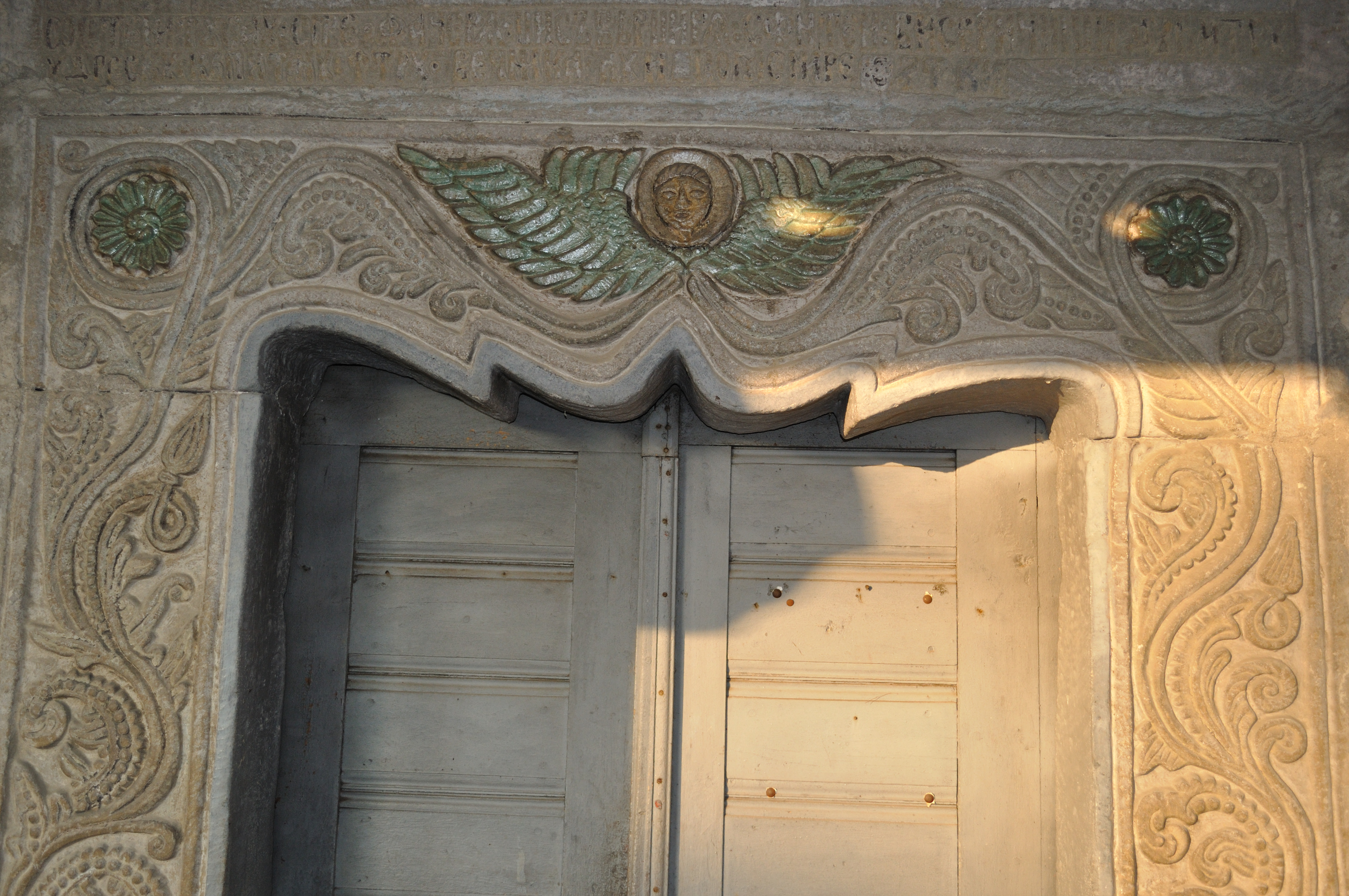
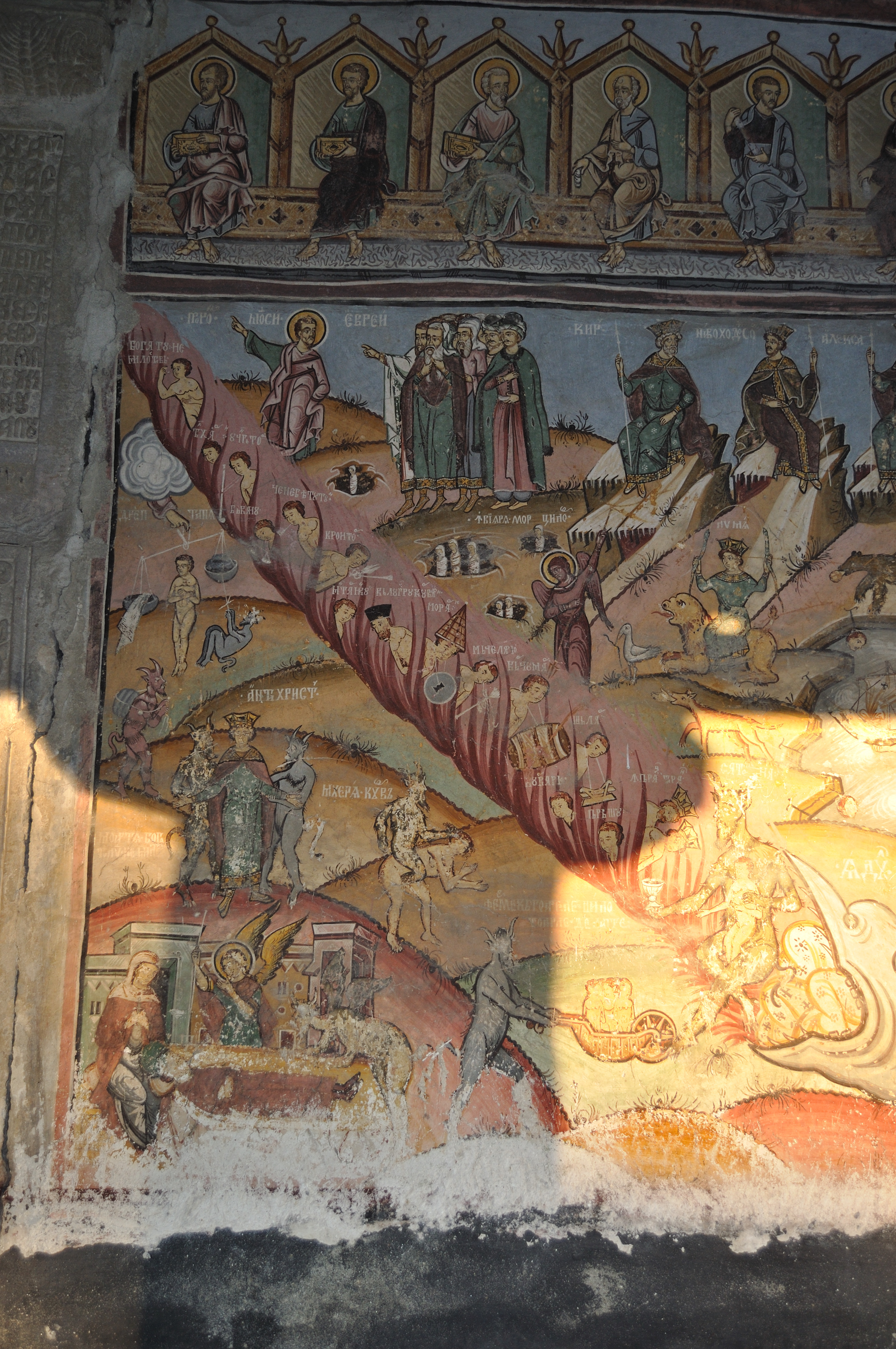
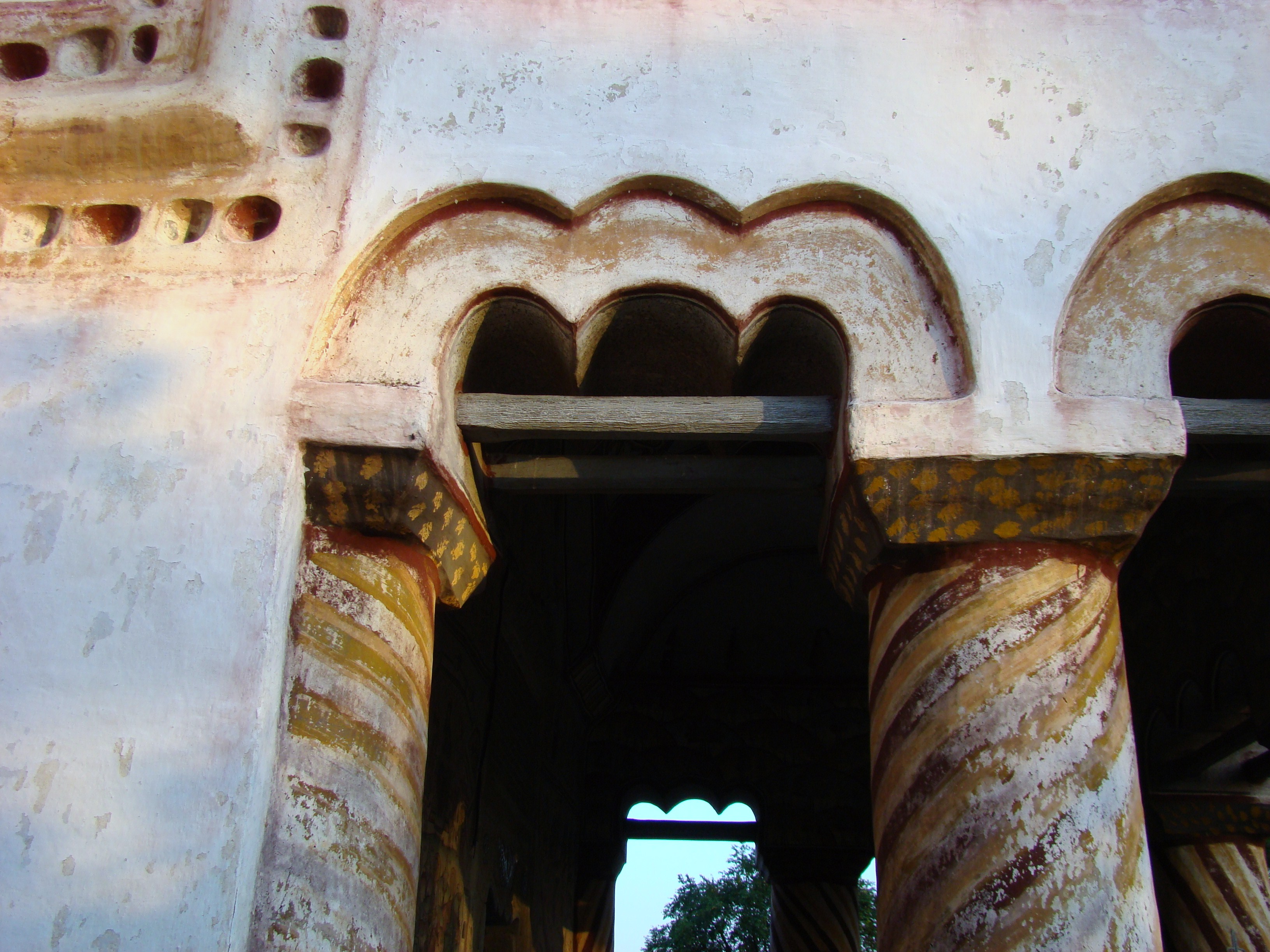
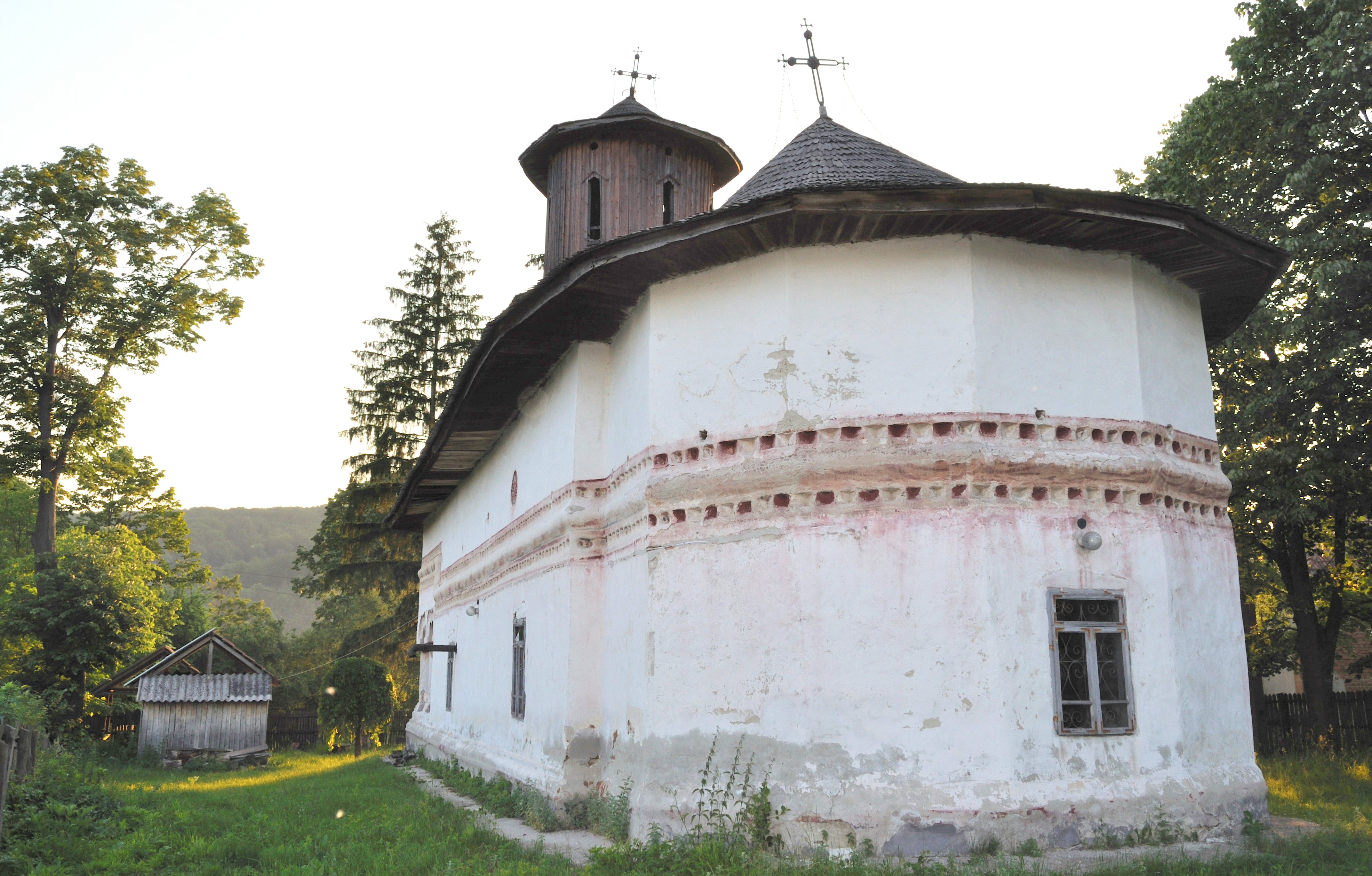